# Kleingebiet Debrecen

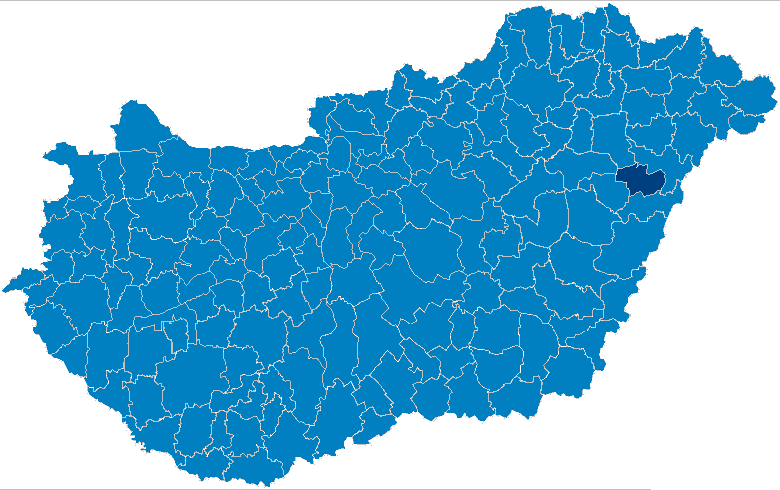
Lage des Kleingebietes Berettyóújfalu in Ungarn

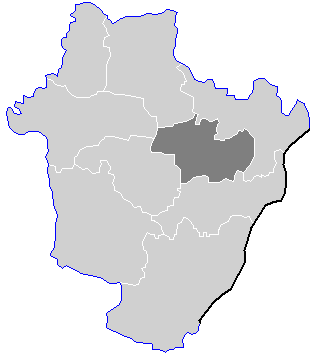
Lage des Kleingebietes im Komitat Hajdú-Bihar

Das Kleingebiet Debrecen (ungarisch Debreceni kistérség) war bis Ende 2012 eine ungarische Verwaltungseinheit (LAU 1) im Zentrum des Komitats Hajdú-Bihar in der Nördlichen Großen Tiefebene. Im Zuge der Verwaltungsreform Anfang 2013 wurde die Stadt Debrecen in den nachfolgenden Kreis Debrecen (ungarisch Debreceni járás) übernommen und die Gemeinde Mikepércs wurde dem Kreis Derecske (ungarisch Dereckei járás) zugeordnet.
Ende 2012 lebten auf einer Fläche von 498,58 km² 208.738 Einwohner. Die Bevölkerungsdichte des bevölkerungsstärksten Kleingebiets betrug 419 Einwohner/km².
Der Verwaltungssitz befand sich in der Komitatshauptstadt Debrecen (204.333 Ew.), die auch über Komitatsrechte (ungarisch megyei jogú város) verfügte.

## Ortschaften
Folgende Ortschaften gehörten zum Kleingebiet:
| Debrecen | Mikepércs |  |